# Paraguay op de Olympische Zomerspelen 2012
Paraguay nam deel aan de Olympische Zomerspelen 2012 in Londen, Verenigd Koninkrijk.

## Deelnemers en resultaten
(m) = mannen, (v) = vrouwen

### Atletiek
| Olympiër        | Onderdeel       | Resultaat | Prestatie                             |
| --------------- | --------------- | --------- | ------------------------------------- |
| Augusto Stanley | 400m (m)        | 38e       | serie 5: 6de in 47,21                 |
|                 |                 |           |                                       |
| Leryn Franco    | speerwerpen (v) | 34e       | kwalificatie groep B: 18de met 51,45m |

### Judo
| Olympiër        | Onderdeel | Resultaat | Prestatie                                            |
| --------------- | --------- | --------- | ---------------------------------------------------- |
| Abraham Acevedo | -66kg (m) | 17e       | 1ste ronde: vrij 2de ronde: V van AND González: yuko |

### Roeien
| Olympiër           | Onderdeel | Resultaat | Prestatie |
| ------------------ | --------- | --------- | --- |
| Gabriela Mosqueira | skiff (v) | 20e       | serie 4: 3de in 7.52,07 kwartfinale 1: 5de in 8.14,36 halve finale C/D: 6de in 8.10,15 finale D: 2de in 8.34,51 |

### Tafeltennis
| Olympiër        | Onderdeel     | Resultaat | Prestatie                                                                                     |
| --------------- | ------------- | --------- | --------------------------------------------------------------------------------------------- |
| Marcelo Aguirre | enkelspel (m) | 49e       | voorronde: vrij 1ste ronde: V van UKR Didukh: 3-4 (7-11, 11-7, 12-10, 4-11, 7-11, 11-7, 9-11) |

### Tennis
| Olympiër             | Onderdeel     | Resultaat | Prestatie                                         |
| -------------------- | ------------- | --------- | ------------------------------------------------- |
| Verónica Cepede Royg | enkelspel (v) | 33e       | 1ste ronde: V van USA Lepchenko: 5-7, 7-6(6), 2-6 |

### Zwemmen
| Olympiër        | Onderdeel            | Resultaat | Prestatie               |
| --------------- | -------------------- | --------- | ----------------------- |
| Benjamin Hockin | 100m vrije slag (m)  | 32e       | serie 4: 3de in 50,12   |
| Benjamin Hockin | 200m vrije slag (m)  | 29e       | serie 5: 7de in 1.48,91 |
| Benjamin Hockin | 100m vlinderslag (m) | 35e       | serie 2: 4de in 53,65   |
|                 |                      |           |                         |
| Karen Riveros   | 100m vrije slag (v)  | 41e       | serie 2: 3de in 59,86   |

Afghanistan · Albanië · Algerije · Amerikaanse Maagdeneilanden · Amerikaans-Samoa · Andorra · Angola · Antigua en Barbuda · Argentinië · Armenië · Aruba · Australië · Azerbeidzjan · Bahama's · Bahrein · Bangladesh · Barbados · België · Belize · Benin · Bermuda · Bhutan · Bolivia · Bosnië en Herzegovina · Botswana · Brazilië · Britse Maagdeneilanden · Brunei · Bulgarije · Burkina Faso · Burundi · Cambodja · Canada · Centraal-Afrikaanse Republiek · Chili · China · Chinees Taipei · Colombia · Comoren · Congo-Brazzaville · Congo-Kinshasa · Cookeilanden · Costa Rica · Cuba · Cyprus · Denemarken · Djibouti · Dominica · Dominicaanse Republiek · Duitsland · Ecuador · Egypte · El Salvador · Equatoriaal-Guinea · Eritrea · Estland · Ethiopië · Fiji · Filipijnen · Finland · Frankrijk · Gabon · Gambia · Georgië · Ghana · Grenada · Griekenland · Groot-Brittannië · Guam · Guatemala · Guinee · Guinee‑Bissau · Guyana · Haïti · Honduras · Hongarije · Hongkong · Ierland · IJsland · India · Indonesië · Irak · Iran · Israël · Italië · Ivoorkust · Jamaica · Japan · Jemen · Jordanië · Kaaimaneilanden · Kaapverdië · Kameroen · Kazachstan · Kenia · Kirgizië · Kiribati · Koeweit · Kroatië · Laos · Lesotho · Letland · Libanon · Liberia · Libië · Liechtenstein · Litouwen · Luxemburg · Macedonië · Madagaskar · Malawi · Maldiven · Maleisië · Mali · Malta · Marshalleilanden · Marokko · Mauritanië · Mauritius · Mexico · Micronesië · Moldavië · Monaco · Mongolië · Montenegro · Mozambique · Myanmar · Namibië · Nauru · Nederland · Nepal · Nicaragua · Nieuw-Zeeland · Niger · Nigeria · Noord-Korea · Noorwegen · Oeganda · Oekraïne · Oezbekistan · Oman · Oostenrijk · Oost-Timor · Pakistan · Palau · Palestina · Panama · Papoea-Nieuw-Guinea · Paraguay · Peru · Polen · Portugal · Puerto Rico · Qatar · Roemenië · Rusland · Rwanda · Saint Kitts en Nevis · Saint Lucia · Saint Vincent en Grenadines · Salomonseilanden · Samoa · San Marino · Sao Tomé en Principe · Saoedi-Arabië · Senegal · Servië · Seychellen · Sierra Leone · Singapore · Slovenië · Slowakije · Soedan · Somalië · Spanje · Sri Lanka · Suriname · Swaziland · Syrië · Tadzjikistan · Tanzania · Thailand · Togo · Tonga · Trinidad en Tobago · Tsjaad · Tsjechië · Tunesië · Turkije · Turkmenistan · Tuvalu · Uruguay · Vanuatu · Venezuela · Verenigde Arabische Emiraten · Verenigde Staten · Vietnam · Wit-Rusland · Zambia · Zimbabwe · Zuid-Afrika · Zuid-Korea · Zweden · Zwitserland · Onafhankelijke atleten